# IX. Amadé savoyai herceg
Savoyai IX. Amadé, franciául: Amédée IXe de Savoie, olaszul: Amedeo IX di Savoia, később keletkezett melléknevén Boldog Amadé, franciául: le Bienheureux, olaszul: il Beato (Thonon-les-Bains, 1435. február 1. – Vercelli, 1472. március 30.), a Savoyai-házból származó herceg, I. Lajos herceg fia, 1465–1472 között Savoya harmadik uralkodó hercege, Piemont hercege, Aosta és Maurienne grófja.
Halála után két évszázaddal, 1677-ben boldoggá avatták, Szalézi Szent Ferenc 1612-ben beadott indítványa alapján.

## Élete

### Származása
Savoyai Amadé herceg a thononi kastélyban született 1435-ben.
Édesapja I. Lajos savoyai herceg  (1413–1465) volt, VIII. (Békés) Amadé herceg (1383–1451) és Burgundi Mária hercegnő (1386–1422) fia, II. (Merész) Fülöp burgundi herceg (1342–1404) unokája.
Édesanyja Lusignan Anna ciprusi királyi hercegnő (1418–1462), I. Janus ciprusi és jeruzsálemi király (1374/75 – 1432) és Bourbon Sarolta hercegnő (1388–1422) leánya.
Szülei házasságából 18 testvér született, de csak néhányan érték meg a felnőttkort.
1. Amadé (Amédée/Amedeo, 1435–1472), trónörökös, 1465-től haláláig IX. Amadé néven Savoya uralkodó hercege,
2. Mária (*/† 1436), csecsemőkorban meghalt,
3. Lajos (Louis, 1436/37–1482), melléknevén az ifjabb, Genf grófja. 1459-ben I. Sarolta ciprusi királynőt vette feleségül. Felesége jogán (de iure uxoris) Ciprus királya, Örményország címzetes királya lett.
4. Margit (Marguerite, 1439–1484)[4] Első férje 1458-tól IV. Monferratói János (1413–1464), Monferrato őrgrófja, második férje 1466-tól saját unokaöccse, II. Pierre de Luxemburg-St.Pol gróf (1440–1482), St. Pol és Brienne grófja lett.
5. Jánusz (Janus, 1440–1491), Genf grófja, aki 1466-ban Hélène de Luxembourg grófkisasszonyt († 1488) vette feleségül,
6. Sarolta (Charlotte, 1441–1483), 1451-től XI. Lajos francia király (1423–1483) második felesége, 1461-től Franciaország királynéja,
7. Aimon (Aymon, 1442–1443), csecsemőkorban meghalt,
8. Fülöp (1443–1497), Bresse grófja, melléknevén „Földnélküli”. Gyermekkorban elhunyt nagybátyjának, II. Károly János Amadénak utódaként 1496–tól haláláig II. (Bresse-i) Fülöp néven  Savoya uralkodó hercege,
9. Jakab (Jacques, 1444–1445), csecsemőként meghalt, az Hautecombe apátságban temették el, nevét a források egy része nem említi,
10. Ágnes (Agnès, 1445–1508), aki 1466-ban I. Ferenc orléans-longueville-i hercegnek (1447–1491), Dunois és Longueville grófjának felesége lett,
11. Péter (Pierre, 1446 k. – 1458), Genf püspöke, Tarentaise érseke, tizenkét évesen meghalt,
12. János Lajos (Jean-Louis, 1447–1482), Genf püspöki adminisztrátora, Tarentaise érseke,
13. Mária (Marie, 1448–1475), aki 1466-ban Louis de Luxembourg connétable-nak (1418-1475), Ligny, St. Pol és Brienne grófjának felesége lett,
14. Bona (Bonne, 1449–1503), 1468-tól Galeazzo Maria Sforzának (1444–1476), Milánó hercegének felesége, Sforza Bianka Mária német-római császárné anyja,
15. Jakab (Jacques, 1450–1486), Romont grófja, Vaud ura, aki 1484-ben saját unokahúgát, Marie de Luxembourg–St. Pol grófkisasszonyt  (1462–1546) vette feleségül,
16. Anna (Anne, */† 1452), csecsemőkorban meghalt, a genfi Szent Ferenc-templomban van eltemetve,
17. Ferenc (François, 1454–1490), Genf püspöke, Auch érseke,
18. Johanna (Jeanne, */† 1456 k.), csecsemőkorban meghalt.

### Házassága, gyermekei

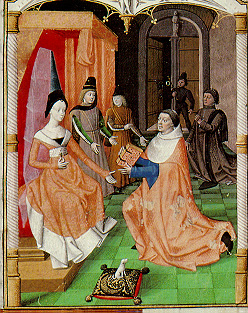
Jolanda hercegné Guillaume Fichet teológust fogadja (kódex-miniatúra, 1471)

Savoyai Amadé herceg 1452-ben feleségül vette sógornőjét, a nála egy évvel idősebb Valois Jolanda francia királyi hercegnőt (1434–1478), VII. Károly francia király (1403–1461) és Anjou Mária királyné (1404–1463) leányát, II. Lajos címzetes nápolyi király unokáját.
A fiatalok dinasztikus házasságát szüleik már 1436-ba szerződésben rögzítették. A megállapodás szerint Jolanda már gyermekkorától kezdve jövendő férjével együtt, I. Lajos herceg savoyai udvarában nevelkedett.
Házasságukból 12 gyerek született (különféle krónikák 10–12 közötti gyermekszámot írnak). Csak heten érték meg a felnőttkort.
1. Lajos (Louis/Luigi, (*/† 1453)
2. Anna (Anne, (1455–1480), aki 1478-ban a Trastámara-házból való IV. Frigyes nápolyi királyhoz (1452–1504) ment feleségül,[6]
3. Károly (Charles/Carlo, 1456–1471), Piemont hercege
4. Lajos (Louis/Luigi, 1458–1460)
5. János (Jean/Giovanni, 1459–1461)
6. Mária (Marie/Maria 1461–1513), aki 1476-ban Fülöp hachberg-sausenbergi őrgrófhoz (1453–1503) ment feleségül
7. Lujza (Louise/Ludovica, 1462–1503, aki 1479-ben Chalon-i Hugóhoz, Château-Guyon urához († 1490), II. Louis de Chalon-Arlay orániai herceg fiához ment feleségül (1839-ben boldoggá avatták)
8. Filibert (Philibert/Filiberto, 1465–1482), apjának utódaként 1472–1482 között I. (Vadász) Filibert néven Savoya uralkodó hercege, Piemont hercege, Aosta grófja, aki 1474-ben Sforza Bianka Mária milánói hercegnőt vette feleségül
9. Bernát (Bernard/Bernardo, (*/†1467), csecsemőkorban meghalt, a pinerolói ferences templomban temették el[7]
10. Károly (Charles/Carlo, 1468–1490), bátyjának utódaként 1482–1490 között I. (Harcos) Károly néven Savoya uralkodó hercege, aki 1485-ben Montferrati Blanka márkinőt (1472–1519) vette feleségül
11. Jakab Lajos (Jacques Louis/Giacomo Luigi,  1470–1485), Gex márkija, aki saját unokanővérét, Savoyai Lujzát (1467-1530), nagybátyjának, Savoyai Janusnak, Genf grófjának egyetlen gyermekét vette feleségül
12. Jean-Claude Galléas / Gian Claudio (*/† 1472), születésekor meghalt

### Uralkodása
Amadé herceg gyenge egészségű, epilepsziában szenvedő fiatalember volt, kevés uralkodói képességgel. Ő maga egyházi pályára akart lépni, de trónörökösként erre nem kapott módot. Jóindulatú és barátságos személyiségként jellemezték. Kegyes életet élt, figyelmét elsősorban a nagylelkű jótékonykodásnak szentelte. Hét éven át tartó uralkodása alatt a kormányzás ügyeit energikus feleségére, Valois Jolandára és tanácsadóira hagyta. Jolanda hercegné a hercegség politikáját igyekezett alapvetően a Francia Királyság érdekei szerint irányítani, előbb apjának, VII. Károly királynak, majd 1461-től bátyjának, XI. Lajosnak elvárásai szerint. Küzdenie kellett Amadé öccsének, Fülöp hercegnek, Bresse grófjának folytonos intrikálásaival is, mégis eredményesen dacolt a savoyai bárók követeléseivel.

### Halála és utódlása
IX. Amadé herceg 1472-ben hunyt el. Testét a vercelli Szent Özséb-székesegyházban temették el.
Trónját kiskorú fia, Filibert örökölte, I. Filibert néven. Nevében anyja, az özvegy Jolanda hercegné régensként kormányozta Savoyát haláláig, 1478-ig. A burgundi háború idején a Savoyai Hercegségnek egyensúlyoznia kellett hagyományos szövetségese, a svájci kantonok szövetsége, és a növekvő hatalmú, agresszív Merész Károly burgundi herceg között. Jolanda hercegné attól tartott, egy burgundi–milánói szövetség harapófogóba szoríthatja Savoyát, ezért 1474-ben együttműködést ajánlott Merész Károlynak. Ezzel keresztezte bátyjának, XI. Lajosnak tervét, aki a svájciakkal szövetségben Burgundia megszerzéséért viselt háborút. Lajos megpróbálta megdönteni Jolanda régensi kormányzását, hogy az elhunyt herceg öccsét, Bresse-i Fülöpöt tegye meg régens kormányzóvá. 1476 nyarán, amikor Merész Károlyt a grandsoni és a murteni (morat-i) csatákban súlyos vereségek érték, Károly megvádolta Jolandát, hogy titkos szerződésben áll bátyjával, XI. Lajossal. Parancsára egy burgundi különítmény elfogta Savoya hercegnéját és Rouvres-en-Plaine várába záratta. A gyermek trónörököst, Filibert herceget Amadé hű emberei elmenekítették és biztonságban hazavitték Chambérybe. A hercegnét 1476 októberében egy francia csapat kiszabadította, Jolanda ekkor hűséget fogadott bátyjának, és Savoyát szorosan a Francia Királyság érdekkörébe vonta.
Az özvegy Jolanda halála (1478) után bátyja, XI. Lajos király közvetlen irányítása alá vonta 13 éves unokaöccsét, Filibert herceget.

### Emlékezete

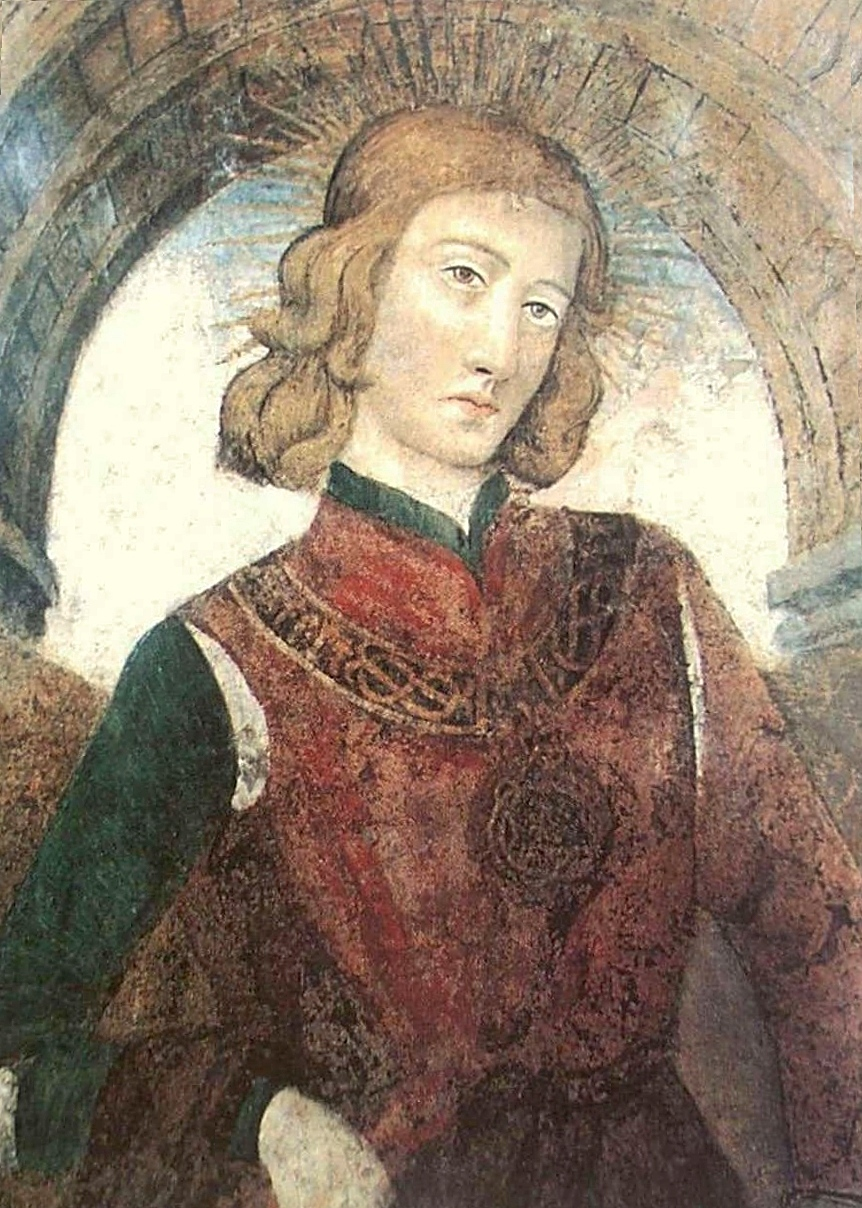
Amadé képe a torinói Szent-Domokos-templom freskóján (15. század)

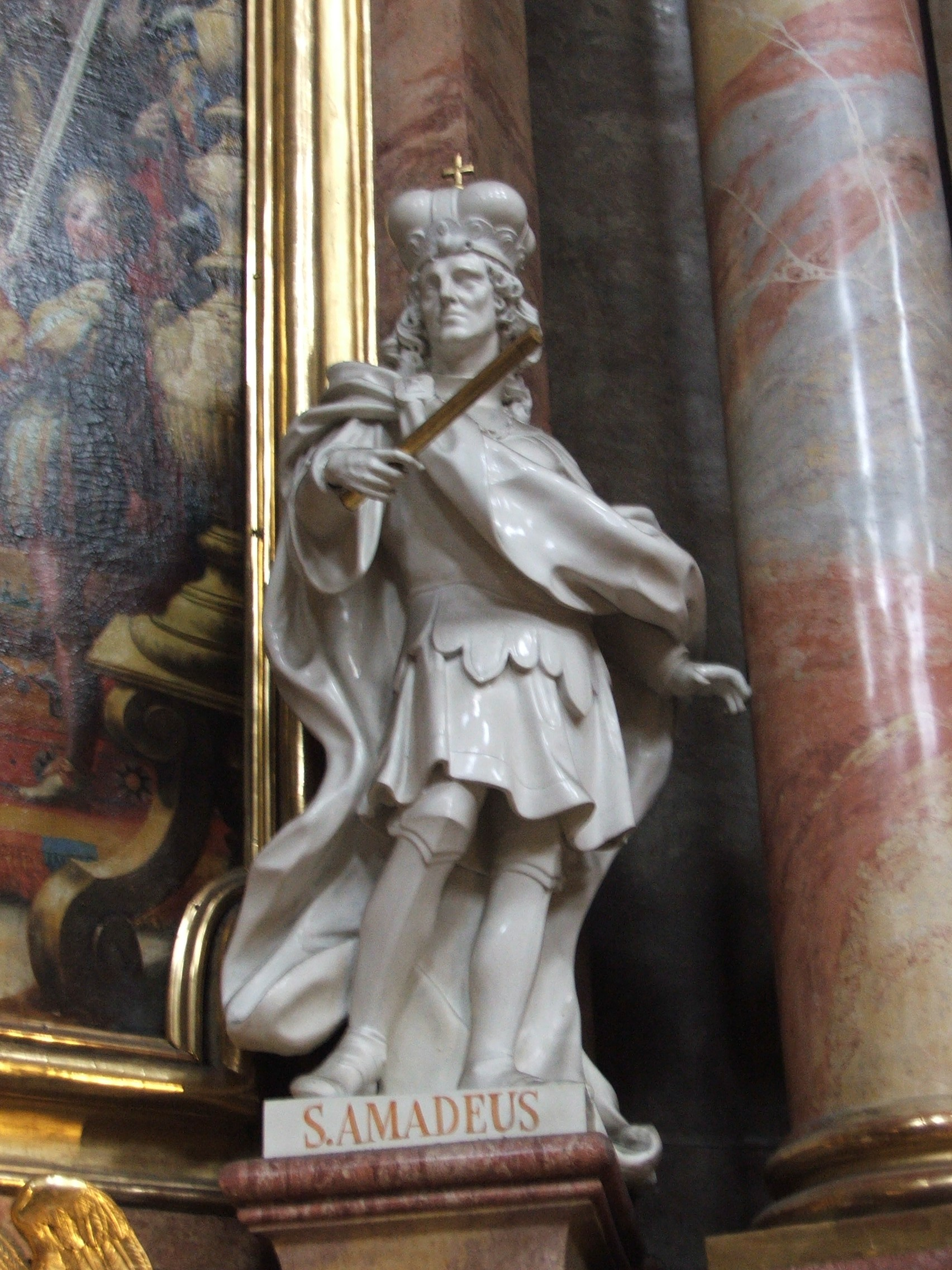
Amadé barokk ízlésű szobra a bécsi Stephansdomban

Amadé herceg rövid életét az egyház követendő példaként állította az utódok elé. 1612-ben François de Sales egyházi író (a később szentté avatott Szalézi Szent Ferenc) beadványt írt V. Pál pápának, kérve Amadé boldoggá avatását. A vizsgálat kezdetén, 1618-ban Amadé testét kiemelték sírjából. Az eljárás 1677-ben zárult, a boldoggá avatott Amadé csontjait ereklyékként szétosztogatták, kiárusították. Ünnepnapjai március 30. és április 27.

## Kapcsolódó információk
- Francesco Cognasso. Amedeo IX, duca di Savoia, Dizionario biografico degli italiani. Róma: Istituto dell’Enciclopedia Italiana (1960)

## Lásd még
- Savoyai-ház
- Savoya uralkodóinak listája
- Savoyai Hercegség

| Előző uralkodó: I. Lajos | Savoya uralkodó hercege 1465 – 1472 Savoyai-ház | Következő uralkodó: I. Filibert |